# بوستان گیاهشناسی سن آنتونیو

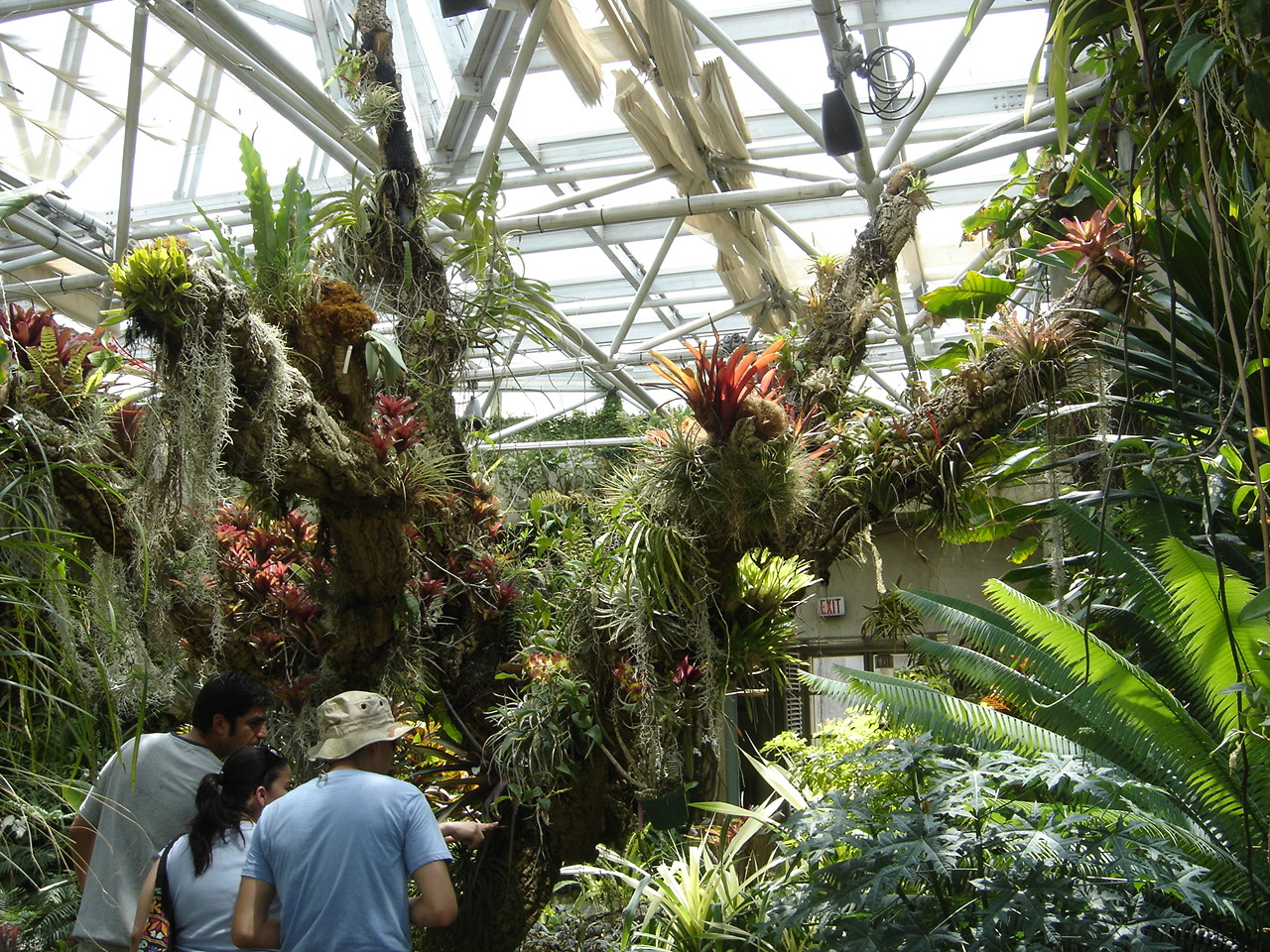

بوستان گیاهشناسی سن آنتونیو (به انگلیسی: San Antonio Botanical Garden) نام یک بوستان عمومی گیاهشناسی در شهر سن آنتونیو در تگزاس است.
این باغ گیاهشناسی در سال ۱۹۸۰ بنا گردید و ۱۳٫۳۵ هکتار وسعت دارد.

## معماری
ساختمان‌های این موزه توسط معمار آرژانتینی امیلیو آمباز طراحی شده‌است. معماری این بنا جوایز زیر را نصیب معمار آن کرده‌است:
- The 1985 Progressive Architecture Award
- The 1988 National Glass Association Award for Excellence in Commercial Design
- The 1990 Quaternario Award for high technological achievement

## نگارخانه

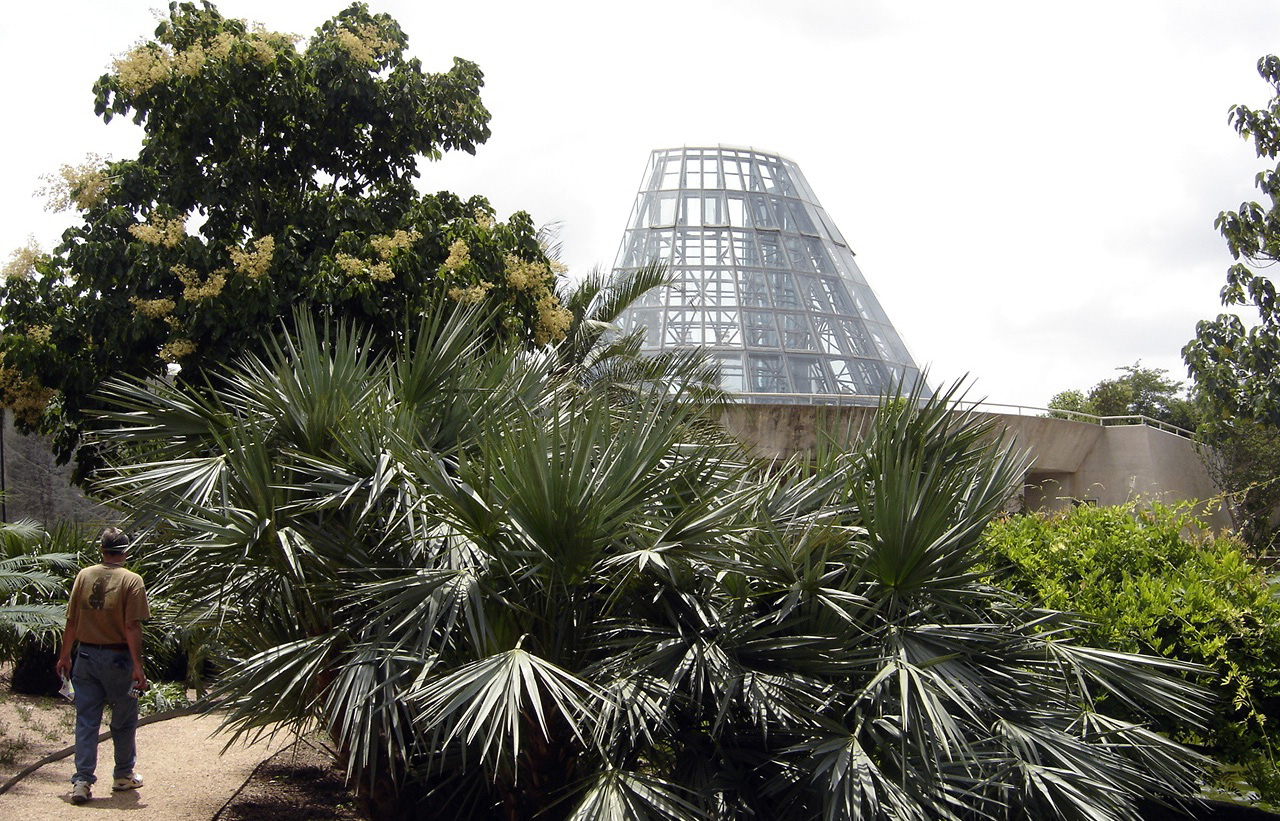
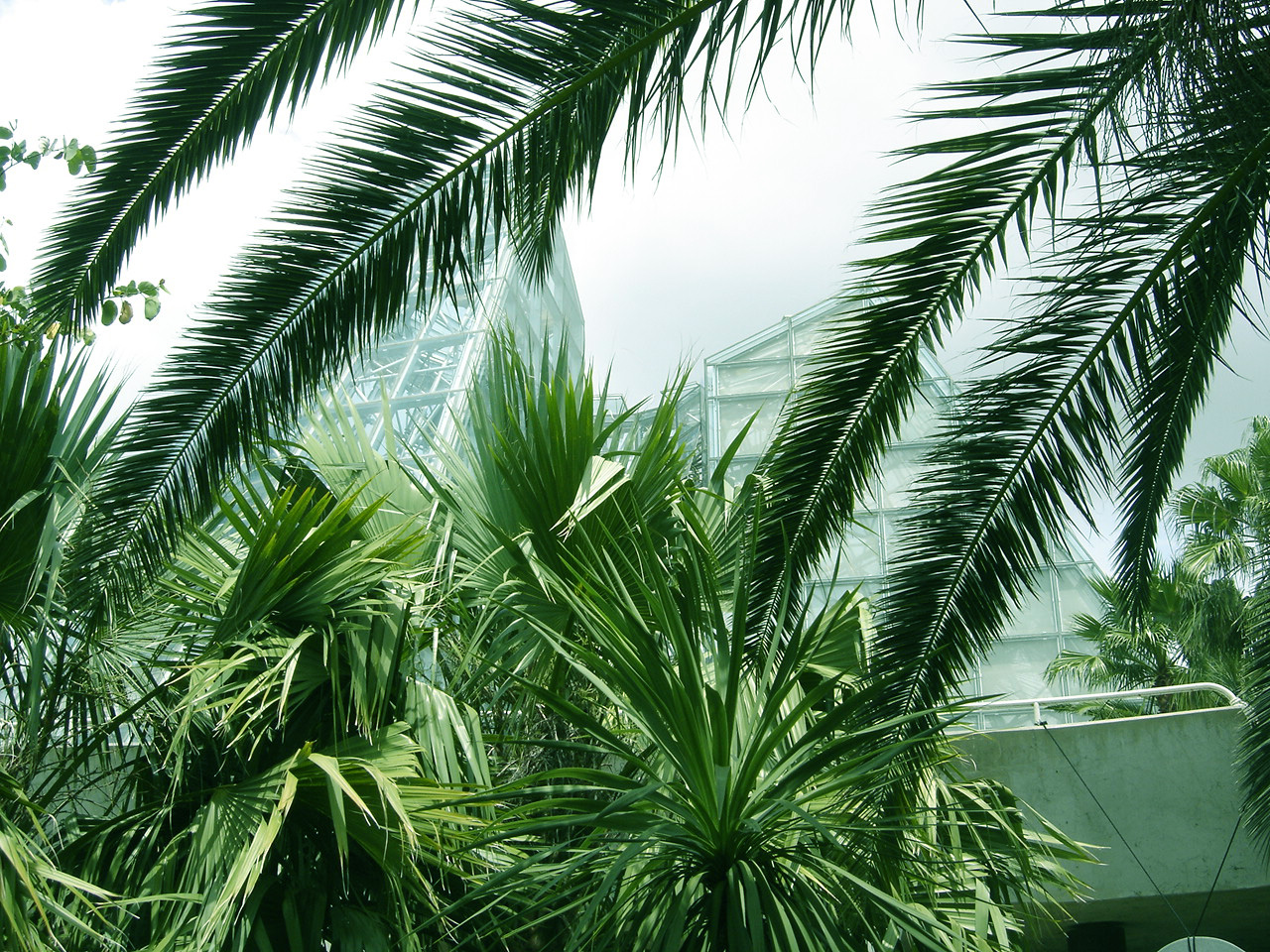
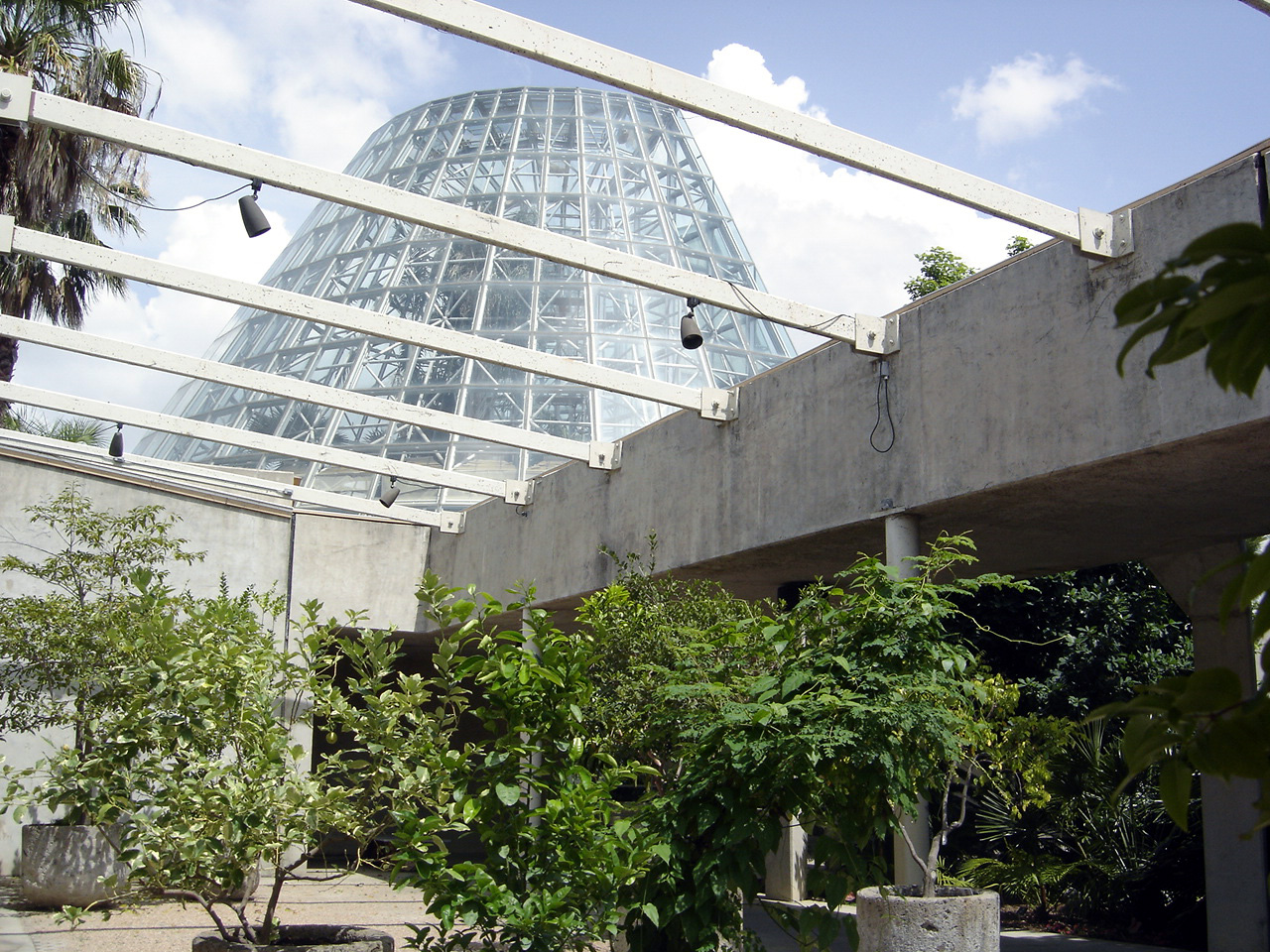
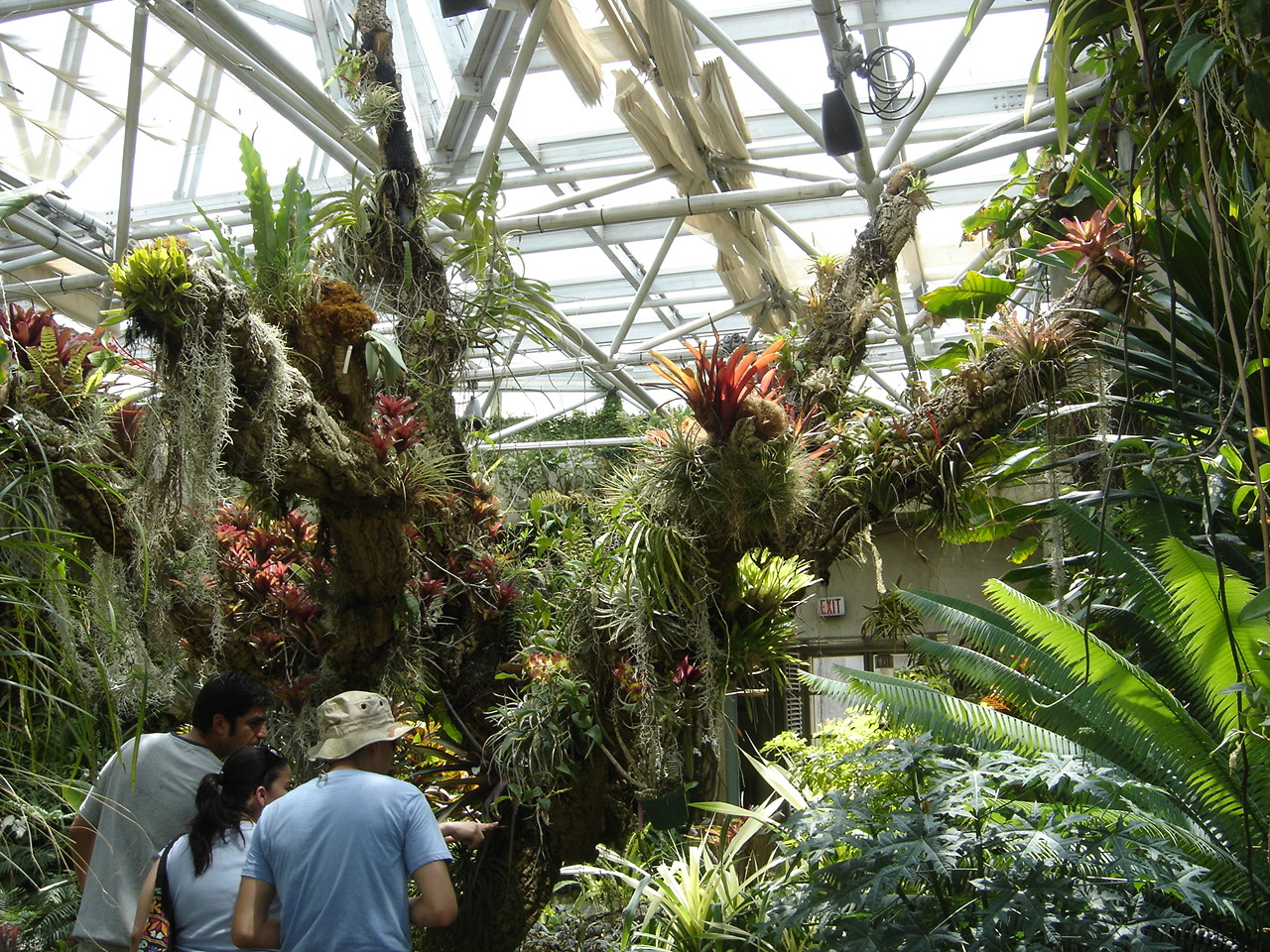
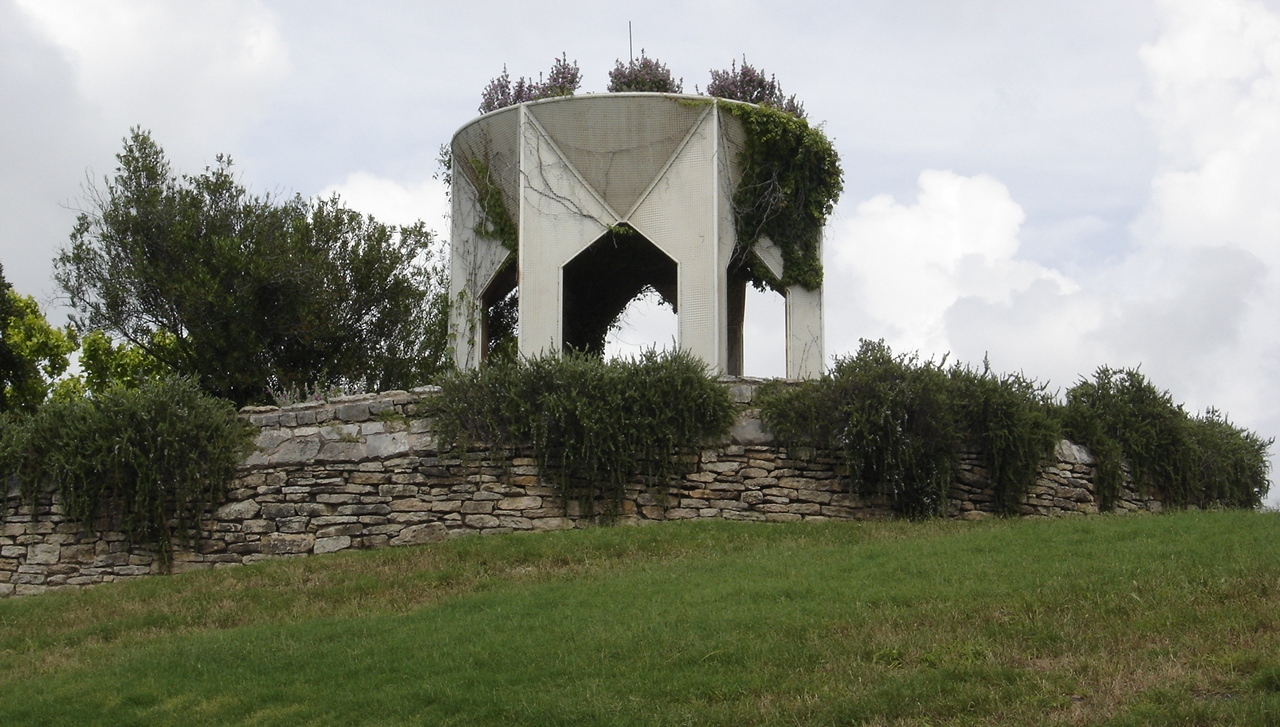
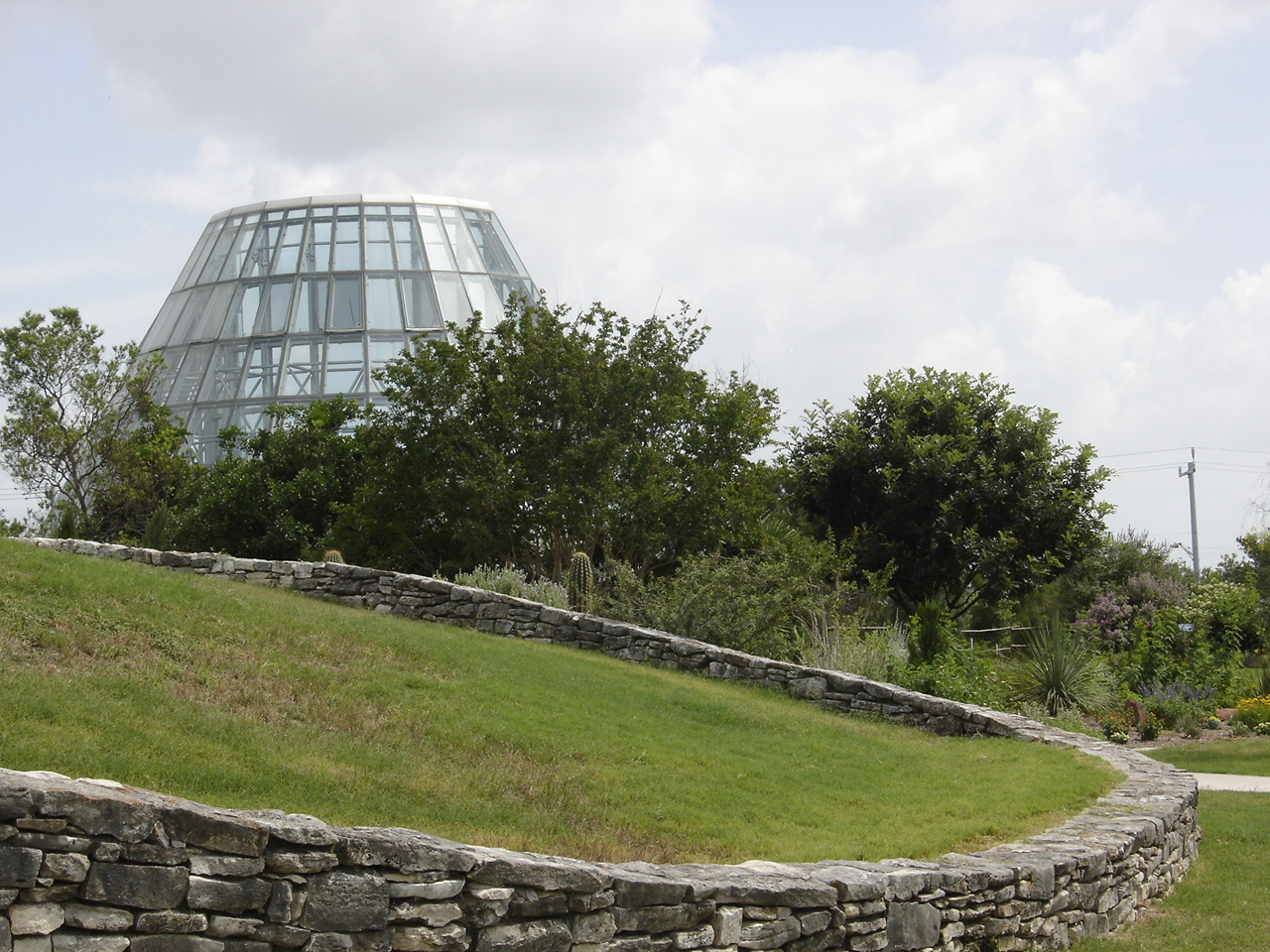

## جستارهای مربوطه
- باسیلیکای عبادتگاه ملی گل کوچک